# Бен Геймер
Бен Геймер (англ. Ben Hamer, нар. 20 листопада 1987, Чард, Англія) — англійський футболіст, воротар клубу «Гаддерсфілд Таун».

## Ігрова кар'єра
Народився у містечку Чард, графство Сомерсет. У 3 роки батьки разом з Беном переїхали до Німеччини, через що він вільно спілкується німецькою мовою, проте коли йому було 8 років, його сім'я повернулася назад до Англії. Там Геймер почав грати у футбол на рівні графства Сомерсет, де був помічений скаутом «Редінга», до академії якого перейшов у 15 років.
Не пробившись до основи «Редінга», Бен був відданий в оренду до «Кроулі Таун», що виступав у Національній Конференції, п'ятому за рівнем дивізіоні Англії. Там за рік молодий воротар пропустив лише одну гру чемпіонату і був названий гравцем сезону.
Відразу після завершення оренди у «Кроулі Таун», Геймер був відданий в оренду в клуб Другої ліги «Брентфорд», де з перервами виступав аж до кінця 2010 року. Причому за підсумками сезону 2008/09, в якому Геймер був основним воротарем «бджіл», клуб зміг виграти Другу лігу і вийти до Першої. Всього ж за «Брентфорд» Бен зіграв у 75 матчах чемпіонату, а в перервах між орендами навіть встиг п'ять разів вийти на поле у формі «Редінга» — один раз у Кубку Англії і ще чотири у матчах Кубка ліги.
Після цього першу половину 2011 року Геймер теж на правах оренди провів у клубі «Ексетер Сіті», що також грав у Першій лізі..
1 серпня 2011 року Геймер підписав трирічний контракт з «Чарльтон Атлетик», в якому відразу став основним гравцем і за підсумками першого ж сезону допоміг команді виграти Першу лігу та вийти в Чемпіоншіп, де провів з командою ще два сезони.
Влітку 2014 року Бен Геймер підписав контракт з новачком англійської Прем'єр-ліги «Лестер Сіті», а після того як травму зазнав основний воротар «лисів» Каспер Шмейхель, 13 вересня 2014 року Геймер дебютував у Прем'єр-лізі, допомігши «Лестеру» здолати з рахунком 1:0 «Сток Сіті» і здобути свою першу перемогу після повернення в елітний дивізіон. Після 7 ігор в основі «Лестера», Геймер втратив своє місце, коли 6 січня 2015 року «лиси» підписали досвідченого австралійського воротаря Марка Шварцера з «Челсі».
Після відновлення Шмейхеля Геймер став лише третім воротарем команди, тому 25 липня 2015 року він був відданий в оренду на сезон в «Ноттінгем Форест», проте вже 4 серпня воротар повернувся в Лестер після того як оренда була перервана через фінансові проблеми «Форест». Замість цього гравець 11 серпня 2015 року приєднався також на правах оренди до кінця сезону в «Брістоль Сіті» з Чемпіоншіпу, проте і тут надовго не затримався і вже 17 листопада 2015 року був повернутий в «Лестер Сіті» після того як зіграв за цей час лише п'ять матчів за клуб.
За підсумками сезону 2015/16 «Лестер» сенсаційно за два тури до кінця став чемпіоном Англії, проте Бен того сезону за основну команду так і не провів жодного матчу. Наразі встиг відіграти за команду з Лестера 8 матчів в національному чемпіонаті.

## Досягнення
- Чемпіон Англії:

«Лестер Сіті»: 2015–16